# بخش یانپینگ
بخش یانپینگ (به لاتین: Yanping District) یک منطقهٔ مسکونی در چین است که در نانپینگ واقع شده است. بخش یانپینگ ۲٬۶۶۰ کیلومتر مربع مساحت و ۴۹۰٬۰۰۰ نفر جمعیت دارد.